# لی سانگ-یون
لی سانگ-یون (انگلیسی: Lee Sang-yoon؛ زادهٔ ۱۰ آوریل ۱۹۶۹) بازیکن سابق و مربی فوتبال اهل کره جنوبی است.
از باشگاه‌هایی که در آن بازی کرده‌است می‌توان به باشگاه فوتبال لوریان، باشگاه فوتبال ججو یونایتد، و باشگاه فوتبال سئونگنام اشاره کرد.
وی همچنین در تیم ملی فوتبال کره جنوبی بازی کرده‌است.